# Wojkowe
Wojkowe (ukrainisch Войкове – ukrainisch offiziell seit dem 12. Mai 2016 Благодатне Blahodatne; russisch Войково Woikowo) ist eine Siedlung städtischen Typs im Osten der Ukraine in der Oblast Donezk mit etwa 30 Einwohnern.
Die Siedlung städtischen Typs befindet sich im Südosten des Stadtgebiets von Charzysk, etwa 10 Kilometer vom Stadtzentrum von Charzysk und 24 Kilometer östlich vom Oblastzentrum Donezk entfernt an der Bahnstrecke zwischen Ilowajsk und Tores.
Verwaltungstechnisch gehört der Ort zur Stadtgemeinde von Charzysk und ist hier wiederum zusammen mit 4 anderen Siedlungen städtischen Typs sowie einem Dorf der Siedlungsratsgemeinde von Trojizko-Charzysk untergeordnet.
Der Ort ist zu Ehren des sowjetischen Revolutionärs Pjotr Lasarewitsch Woikow (Пётр Лазаревич Войков; 1888–1927) benannt und hat seit 1957 den Status einer Siedlung städtischen Typs. Im Verlauf des Ukrainekrieges wurde der Ort 2014 durch Separatisten der Volksrepublik Donezk besetzt.